# Uli Kempendorff

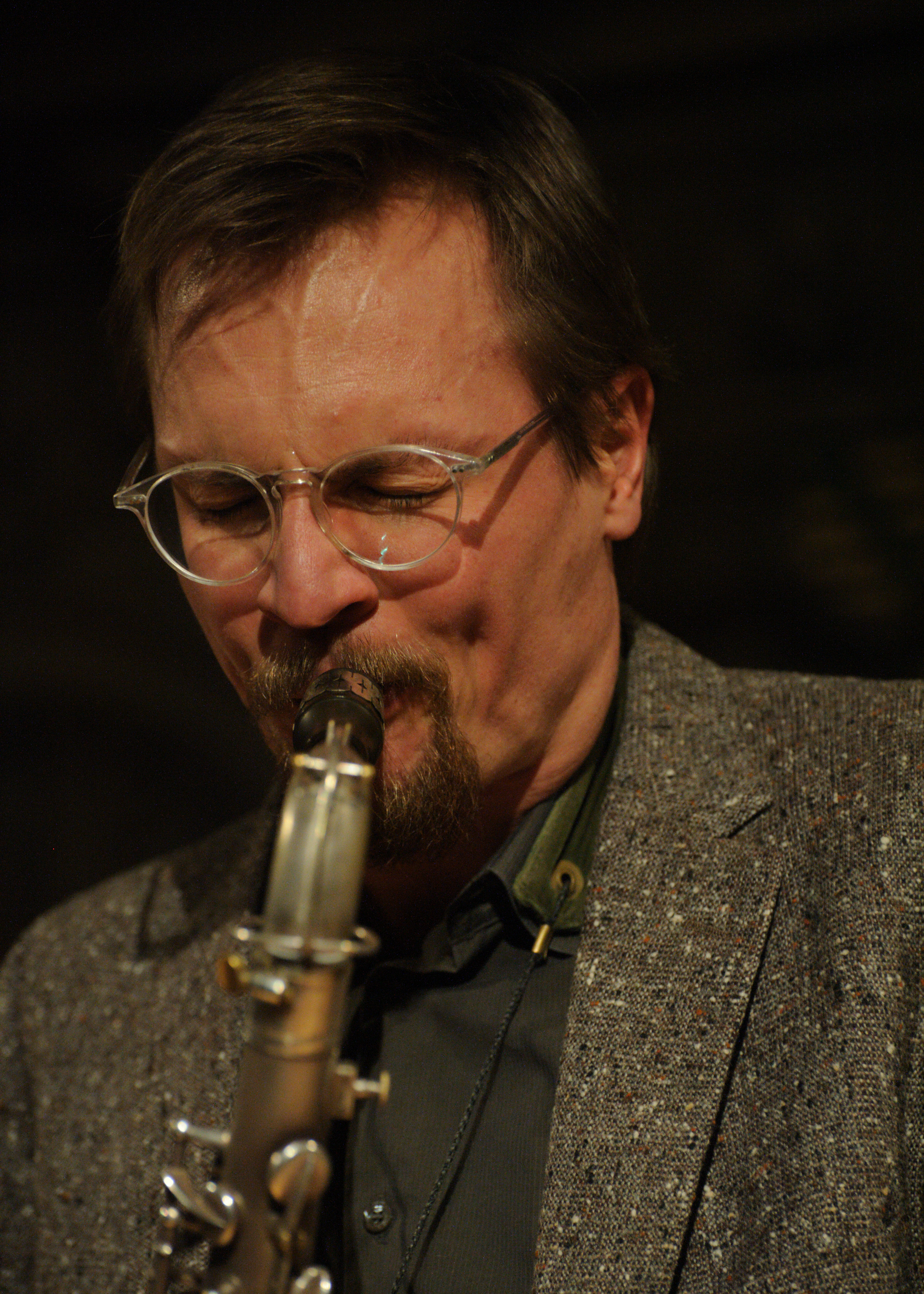
Uli Kempendorff im Duo-Konzert mit Julian Argüelles am 7. Februar 2015 in der Stadtkirche Darmstadt

Ulrich „Uli“ Kempendorff (* 1981 in Ost-Berlin) ist ein deutscher Jazzmusiker (Saxophon, Klarinette, Querflöte).

## Leben und Wirken
Kempendorff studierte von 2000 bis 2004 an der Hochschule für Musik „Hanns Eisler“ Berlin und als DAAD-Stipendiat 2006/2007 am City College of New York. Seine Lehrer waren unter anderem Tony Malaby, Gebhard Ullmann, Rich Perry, John Patitucci und George Garzone.
Von 2002 bis 2004 war er Mitglied der Konzertbesetzung des Bujazzo unter der Leitung von Peter Herbolzheimer und John Ruocco. 2007 war Kempendorff Preisträger beim Concours International in Fribourg. Konzerte und Festivals führten ihn durch Deutschland, die Schweiz, Kanada, Schweden, Frankreich, Tschechien, Mazedonien, Polen, Italien, Mexiko und die USA.
Kempendorff leitet und komponiert für sein eigenes Quartett Field mit Ronny Graupe, Jonas Westergaard und Oliver Steidle. Außerdem arbeitet er regelmäßig in Bands mit und von Ulrich Gumpert, Benjamin Weidekamp, Reinhold Schmölzer, Hannes Zerbe, Tobias Delius, Henrik Walsdorff, Christian Weidner, Johannes Lauer, Christian Lillinger, Gebhard Ullmann, Sebastian Merk, Lucia Cadotsch, Michael Griener, Ignaz Schick und Stefan Schultze. Zu hören ist er u. a. auch auf Jürgen Friedrichs Semi Song (2022).
Kempendorff war 2010 Initiator der Konzertreihe Serious Series im Kreuzberger Senatsreservenspeicher. Er ist einer der Mitbegründer der Interessensvertretung der Berliner Jazzszene, IG Jazz Berlin. Gemeinsam mit Stefan Schultze und Jan Schreiner ist Gründer des Berlin Art Orchester. Seit 2004 unterrichtet Kempendorff als Dozent an der Musikschule des Landkreises Barnim.

## Diskografische Hinweise
- Seeed: Music Monks (Downbeat/Eastwest, 2004)
- four in a row: four in a row (JazzHausMusik, 2004, mit Rolf von Nordenskjöld, Nico Lohmann, Friedemann Matzeit)
- Uli Kempendorff Quartett: Out With It (phonector, 2007, mit Ronny Graupe, Marc Muellbauer, Kay Lübke)
- Uli Kempendorff Quartett: Louise (JazzHausMusik, 2010, mit Ronny Graupe, Marc Muellbauer, Kay Lübke)
- Stefan Schultze Large Ensemble: Run (Double Moon Records, 2011)
- Uli Kempendorff’s Field: Let Me Go with You  (Unit Records, 2012, mit Ronny Graupe, Jonas Westergaard, Oliver Steidle)
- Malte Schillers Red Balloon Not So Happy (Unit Records, 2013)
- Uli Kempendorff’s Field: Heal the Rich  (WhyPlayJazz, 2016, mit Ronny Graupe, Jonas Westergaard, Oliver Steidle)
- Felix Henkelhausen: Misanthropic Tendencies (Blackbird Music, 2021)
- Ernte: Ernte (Enja, 2024, mit Benjamin Weidekamp, Evi Filippou, Kaspar von Grünigen, David Meier)[2]